# Johann Boldewan
Johann Boldewan, właśc. Johannes Boldewan (ur. w 1485 w Greifenberg in Pommern, zm. ok. 1529 w Hamburgu) – niemiecki, luterański teolog reformacji.

## Życiorys
Na temat Boldewana i jego działalności historiografia niewiele znajduje informacji. O jego pochodzeniu świadczą dokumenty z 1503, które odnaleziono w archiwach Uniwersytetu w Greifswaldzie. Po studiach wyjechał do Białoboków (niem.) Belbuck pod Trzebiatowem (niem.) Treptow a.d. Rega, gdzie był związany z tamtejszym klasztorem norbertanów. Na przełomie roku 1511/1512 pełnił funkcję (łac.) praepositius monialium w Słupsku (niem.) Stolp, a od 15 marca 1514 r. plebanem kościoła MNMP w Trzebiatowie. W roku następnym został opatem klasztoru w Pudagli. Opactwem zarządzał do 1517 r. 28 kwietnia 1517 r. został przeniesiony do klasztoru białobockiego norbertanów, gdzie ponownie został opatem mianowany przez bp kamieńskiego Martina I Karitha.
W trakcie reformacji, które objęły także Pomorze Tylne – J Boldewan ugruntował swoją pozycję, po przyjęciu nowej religii. Ze względu na ruchy kontrreformacyjne, odejściu Johannesa Bugenhagena (1521 r.), decyzje edyktu wormackiego, który potępiał luterańską herezję (niem.) lutherischer Ketzerei został zwolniony z funkcji i czasowo aresztowany. Po opuszczeniu więzienia – udał się do Wittenbergi, po czym został pastorem kościoła w Belzig. Dzięki poparciu J. Bugenhagena został przeniesiony później do kościoła św. Piotra w Hamburgu. Po odejściu „organizatora gmin protestanckich” wkrótce potem zmarł.

### Opracowania online
- Balz H. R., Krause G., Müller G., TRE Theologische Realenzyklopädie (niem.), Bd. 27, s. 43, Berlin 1977, [dostęp 2011-07-24].
- Bertheau C., Aepinus, Johannes (ang.), [w:] New Schaff-Herzog Encyclopedia of Religious Knowledge, vol. I: Aachen – Basilians, [dostęp 2011-07-24].
- Centrum Misji i Ewangelizacji w Dzięgielowie, Wystąpienie na sejmie w Wormacji (pol.), [dostęp 2011-07-24].
- Enzyklo online Enzyklopädie, Johann Boldewan (niem.), [dostęp 2011-07-24].
- Gatomski J., Budynki dawnego klasztoru Pudagla na wyspie Uznam i książęcy zamek Pudagla (pol.), [w:] doc. dr Michael Lissok (pod kier.), seminarium: Twierdze i zamki książąt pomorskich, [w:] Kochanowska J. (red.), Śladami książąt pomorskich (projekt Zamku Książąt Pomorskich w Szczecinie, z serii: „Skarby pomorskiej kultury”), [dostęp 2011-07-24].
- Gummelt V., Auf den Spuren der Geschichte Pommerns – die „Pomerania” von Johannes Bugenhagen (niem.), s. 2, Greifswald 2008, [dostęp 2011-07-24].
- Krause G., Müller G., TRE Theologische Realenzyklopädie (niem.), Studienausgabe, cz. I, s. 355, Berlin, New York 1993, [dostęp 2011-07-24].
- Parafia Ewangelicko-Augsburska w Szczecinie, Johann Bugenhagen (pol.), [dostęp 2011-07-24].

### Literatura dodatkowa
- Leder H. G., Johannes Bugenhagen Pomeranus – vom Reformer zum Reformator. Studien zur Biographie, [w:] Volker Gummelt (Hrsg), Greifswalder theologische Forschungen, Bd. 4, Greifswald 2002, ISBN 3-631-39080-7.